# Austro-Daimler Sascha

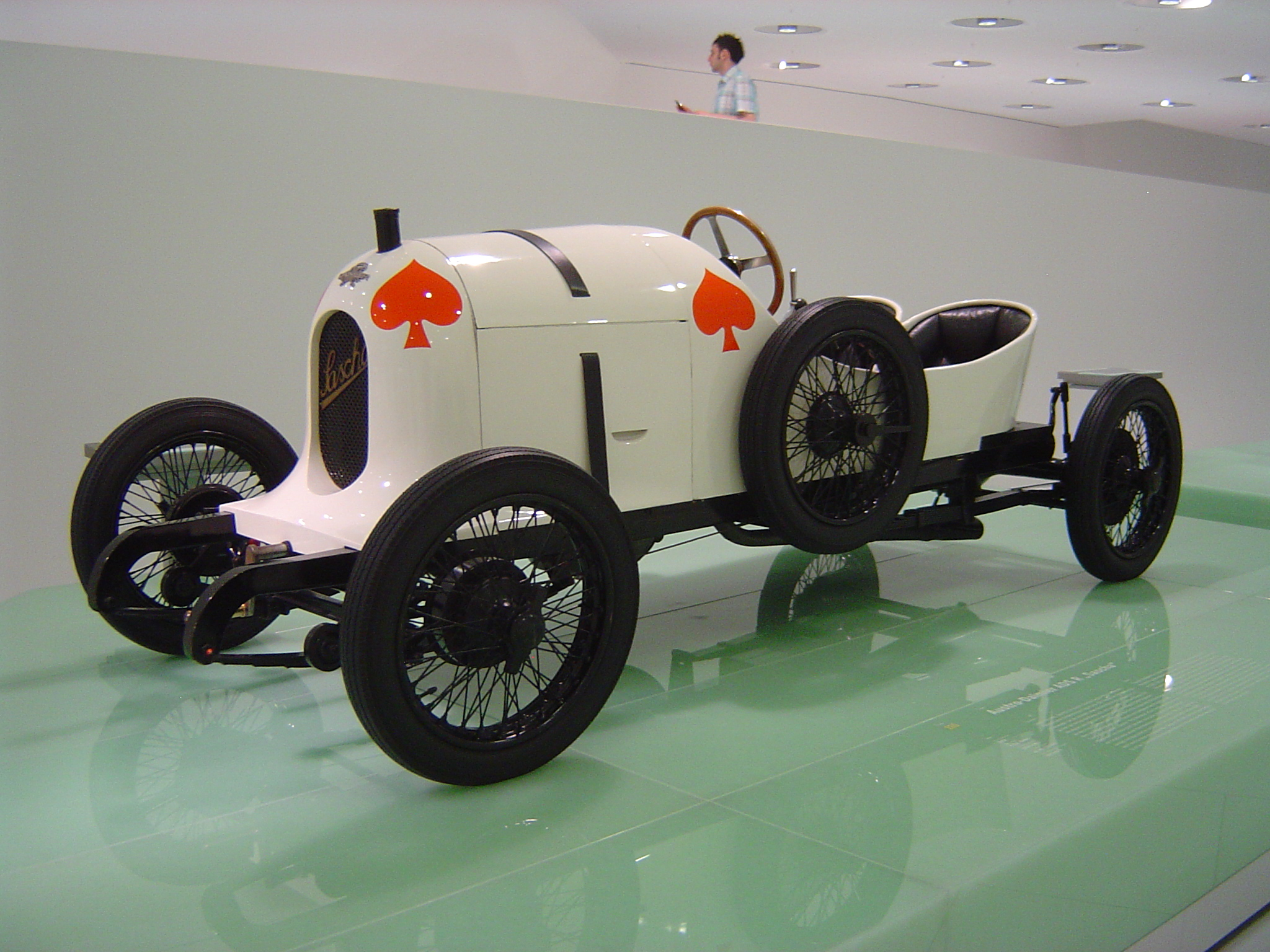
Austro-Daimler Sascha in het Porsche Museum in Stuttgart (2009)

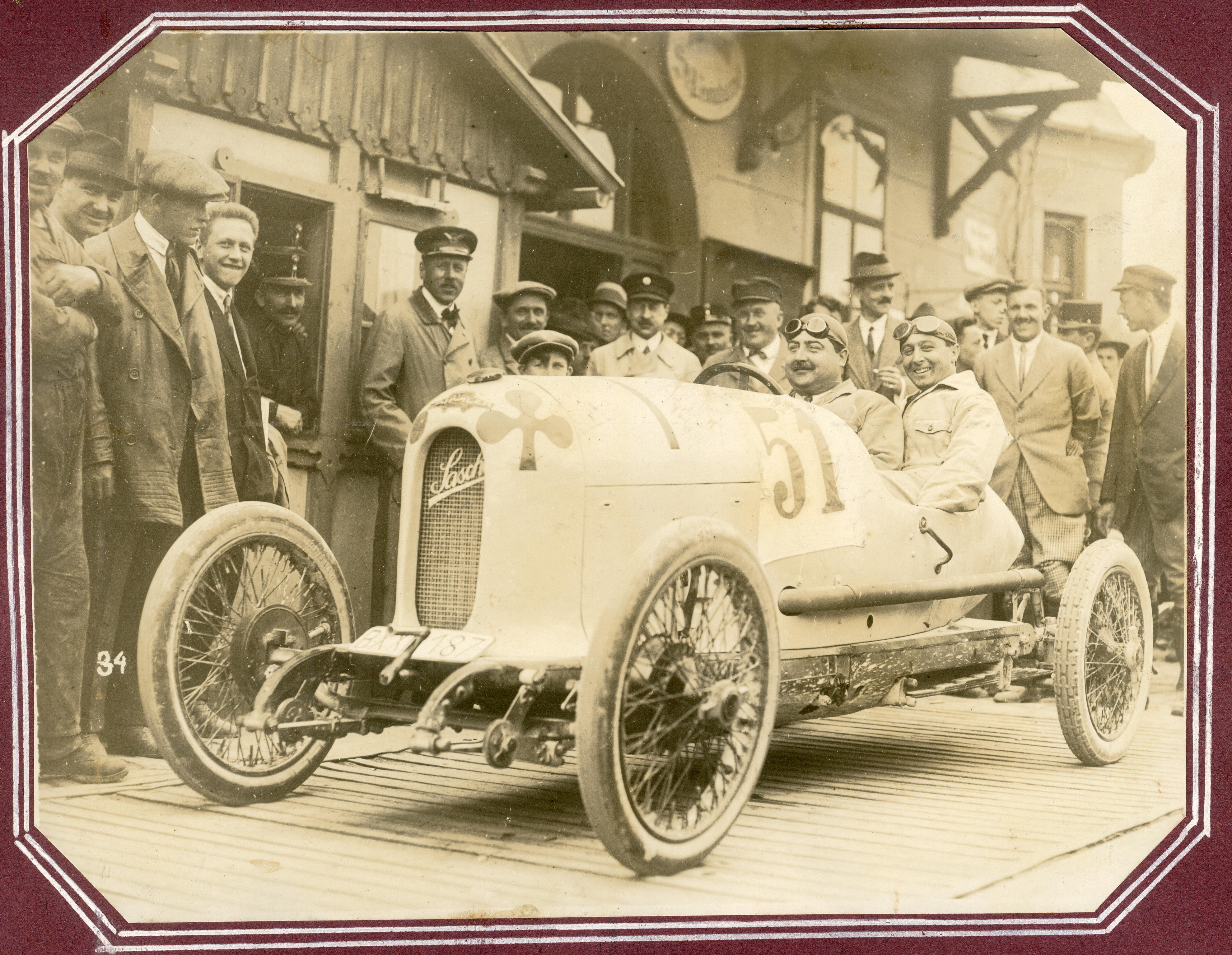
Alexander Kolowrat-Krakowský in de Sascha

De Austro-Daimler Sascha (ook wel Sascha of Sascha-Porsche genoemd) is een auto uit 1922. Hij is ontworpen door de Oostenrijkse autoconstructeur Ferdinand Porsche.
Porsche werkte destijds nog voor het Oostenrijkse Austro-Daimler en ontwierp een kleine, lichte sportwagen die revolutionair was voor zijn tijd. Hij had een viercilinder-motor van 1100 cc met kopkleppen en een door koningsassen aangedreven bovenliggende nokkenas, net als de latere Fuhrmann-motor in sommige Porsche 356 Carrera-modellen. De auto werd door Ferdinand Porsche genoemd naar Sascha Kolowrat-Krakowsky, een vriend die hem enorm gestimuleerd had om een kleine, lichte sportwagen te bouwen.
De motor van de Sascha had een inhoud van 1100 cc en leverde 50 pk, voor die tijd een behoorlijk vermogen. De auto behaalde een topsnelheid van 144 kilometer per uur. Voor races kon men de spatborden en schijnwerpers verwijderen. Voor de Targa Florio van 1922 werden drie Sascha's naar Sicilië gestuurd. Ze werden eerste en tweede in de klasse van 1100 cc met een gemiddelde snelheid van 54 kilometer per uur over een afstand van 432 kilometer, en dat op zeer slechte wegen met enkele hellingen van 12,5%. Ter vergelijking: de algemene winnaar van de Targa Florio in 1922 behaalde in een Mercedes een gemiddelde van 63 kilometer per uur, terwijl die auto was uitgerust met een motor die veel sterker was.